# Penthimia sincipitalis
Penthimia sincipitalis är en insektsart som beskrevs av Hayashi och Machida 1996. Penthimia sincipitalis ingår i släktet Penthimia och familjen dvärgstritar. Inga underarter finns listade i Catalogue of Life.